# Выразимость в радикалах
Выразимость в радикалах означает возможность выразить число или функцию через простейшие числа или функции при помощи извлечения корня целой степени и арифметических операций — сложения, вычитания, умножения, деления.

## Для чисел

### Первичные определения

#### Стандартное определение
Элемент {\displaystyle a} поля {\displaystyle F} называется выразимым в радикалах над подполем {\displaystyle G} поля {\displaystyle F}, если существует алгебраическое выражение, в которое в качестве чисел входят только элементы поля {\displaystyle G}, значение которого равно {\displaystyle a}. В случае, если в поле {\displaystyle F} корень является многозначной функцией, считается достаточным равенство числа {\displaystyle a} хотя бы одному из возможных значений алгебраического выражения.
Иначе говоря, множество выразимых в радикалах чисел состоит из множества значений всех рациональных выражений, частных сумм радикалов от значений рациональных выражений и частных сумм вложенных радикалов от значений рациональных выражений.

#### Определение без использования отсылок кформальному языкуматематики
Пусть {\displaystyle G} является подполем поля {\displaystyle F}. Рассмотрим такую конечную цепочку вложенных полей {\displaystyle G_{0}\subset G_{1}\subset \dots \subset G_{s}}, что {\displaystyle G_{0}=G} и {\displaystyle G_{i}=G_{i-1}(\alpha _{i})} для любого {\displaystyle i} от {\displaystyle 1} до {\displaystyle s}, где {\displaystyle \alpha _{i}} — такое число из поля {\displaystyle F}, что для некоторого натурального {\displaystyle n_{i}} число {\displaystyle \alpha _{i}^{n_{i}}} принадлежит {\displaystyle G_{i-1}}. Число {\displaystyle a\in F} называется выразимым в радикалах над подполем {\displaystyle G} поля {\displaystyle F}, если при некотором {\displaystyle s} для него найдутся такие наборы {\displaystyle \alpha _{i}} и {\displaystyle n_{i}}, что {\displaystyle a\in G_{s}}.

### Прочие определения
- Действительное число {\displaystyle x} называется выразимым в действительных радикалах, если оно выразимо в радикалах над подполем рациональных чисел {\displaystyle \mathbb {Q} } поля действительных чисел {\displaystyle \mathbb {R} }. Корни чётной степени в принимающем значение {\displaystyle x} алгебраическом выражении при этом позволяется брать только из неотрицательных чисел, то есть значение любого подвыражения рассматриваемого выражения должно иметь нулевую мнимую часть.
- Комплексное число {\displaystyle z} (которое может являться и действительным) называется выразимым в комплексных радикалах, если оно выразимо в радикалах над подполем рациональных чисел {\displaystyle \mathbb {Q} } поля комплексных чисел {\displaystyle \mathbb {C} }. Выразимое в действительных радикалах число всегда является выразимым в комплексных радикалах. Первичное возникновение комплексных чисел в алгебраическом выражении, принимающем значение {\displaystyle z}, может происходить только благодаря извлечению корня чётной степени из отрицательных чисел. Для упрощения работы с неоднозначностью корней {\displaystyle n}-ой степени в комплексных числах применяются различные методы указания на то, какой из корней является необходимым для получения данного числа: например, комплексные корни из единицы, являющиеся важными константами, пронумерованы явно в порядке против часовой стрелки на стандартной комплексной плоскости, начиная с самой единицы.
- Элемент {\displaystyle a} поля {\displaystyle F} называется выразимым в радикалах степени {\displaystyle n} над подполем {\displaystyle G} поля {\displaystyle F}, если некоторое алгебраическое выражение с числами из {\displaystyle G}, значение которого равно {\displaystyle a}, из возможных корней содержит только корни степени {\displaystyle n}. В частности, при {\displaystyle n=2} число {\displaystyle a} называется выразимым в квадратных радикалах, а при {\displaystyle n=3} выразимым в кубических радикалах. Возможны также комбинации: например, числа {\displaystyle {\sqrt {2+{\sqrt[{3}]{2}}}}} и {\displaystyle {\sqrt {2}}+{\sqrt[{3}]{2}}} являются выразимыми в квадратных и кубических радикалах над полем рациональных чисел {\displaystyle \mathbb {Q} }. Определение, не выходящее за рамки стандартного формального языка, имеет следующий вид: элемент {\displaystyle a} поля {\displaystyle F} называется выразимым в радикалах степени {\displaystyle n} над подполем {\displaystyle G} поля {\displaystyle F}, если он выразим в радикалах над полем {\displaystyle G} и все {\displaystyle n_{i}}, участвующие в определении выразимости в радикалах для {\displaystyle a}, данном выше, равны {\displaystyle n}[1].
- Число, выразимое в действительных квадратных радикалах, называется вещественно построимым[2].
- Пусть {\displaystyle K} — поле. Тогда поле {\displaystyle K({\sqrt[{n}]{a}})}[nb 2], где {\displaystyle a\in K} и {\displaystyle {\sqrt[{n}]{a}}\notin K}, называется радикальным расширением поля {\displaystyle K}[3]. Таким образом, в построенной выше цепочке полей {\displaystyle G_{0}\subset G_{1}\subset \dots \subset G_{s}} каждое следующее является некоторым радикальным расширением предыдущего. В случае {\displaystyle n=2} указанное поле называется квадратичным расширением поля {\displaystyle K}, то есть число, выразимое в квадратных радикалах, принадлежит очередному полю в цепочке квадратичных расширений изначального подполя[4].
- Число, выразимое в радикалах, называется выразимым за {\displaystyle n} радикалов, если среди всех равных ему алгебраических выражений минимальное количество корней в них равно {\displaystyle n}[5].

### Примеры
- Число {\displaystyle {\sqrt {3+{\sqrt {8}}}}} выразимо в действительных квадратных радикалах, то есть вещественно построимо. Одновременно оно выразимо в действительных радикалах любой степени вида {\displaystyle 2^{n}}, где {\displaystyle n} — натуральное, так как {\displaystyle {\sqrt {3+{\sqrt {8}}}}={\sqrt[{2^{n}}]{{\Big (}3+{\sqrt[{2^{n}}]{8^{2^{n-1}}}}{\Big )}^{2^{n-1}}}}}.
- Число {\displaystyle {\sqrt {6+{\sqrt {32}}}}+{\sqrt {6-{\sqrt {32}}}}} также на первый взгляд кажется выразимым только в радикалах любой степени вида {\displaystyle 2^{n}}, однако на самом деле оно выразимо в радикалах любой степени и любого вида, так как {\displaystyle {\sqrt {6+{\sqrt {32}}}}+{\sqrt {6-{\sqrt {32}}}}=4={\sqrt[{n}]{4^{n}}}} для любого {\displaystyle n}.
- Не всегда сразу можно определить и такое минимальное {\displaystyle n}, что рассматриваемое число выразимо за {\displaystyle n} радикалов, так как с виду выразимое за два квадратных радикала число {\displaystyle {\sqrt {17+{\sqrt {288}}}}} на самом деле равно {\displaystyle {\sqrt {9+2\cdot 3\cdot {\sqrt {8}}+8}}={\sqrt {(3+{\sqrt {8}})^{2}}}=3+{\sqrt {8}}} и является выразимым за один квадратный радикал.
- Больше подобных примеров приведено в статье вложенные радикалы.
- Число {\displaystyle {\sqrt[{3}]{1-{\sqrt {\pi }}}}} выразимо в радикалах над подполем {\displaystyle \mathbb {Q} (\pi )} поля {\displaystyle \mathbb {R} }, так как единственный корень чётной степени в данном алгебраическом выражении извлекается из неотрицательного числа {\displaystyle \pi }, но не выразимо в действительных радикалах, так как {\displaystyle \pi \notin \mathbb {Q} }. В отличие от предыдущих пунктов, в данном случае мы можем говорить о негативном свойстве рассматриваемого числа на основании конкретной его записи, так как, предположив, что оно выразимо в действительных радикалах, мы легко получили бы алгебраическое выражение для {\displaystyle \pi }, которого не существует в силу трансцендентности этого числа (см. раздел общие свойства).

### Пояснения
- Под выразимостью в радикалах в отношении действительного числа без прочих уточнений в литературе обычно подразумевается выразимость в комплексных радикалах.

## Дляфункций,многочленовиуравнений

### Первичные определения

#### Стандартное определение
Функция {\displaystyle f}, принимающая значения в поле {\displaystyle F} и зависящая от некоторого количества параметров, называется выразимой в радикалах над подполем {\displaystyle G} поля {\displaystyle F}, если существует алгебраическое выражение, в которое в качестве чисел входят только элементы поля {\displaystyle G} и указанные параметры, значение которого совпадает со значением {\displaystyle f} при любых допустимых значениях этих параметров.

#### Определение без использования отсылок кформальному языкуматематики
Пусть {\displaystyle G} является подполем поля {\displaystyle F}. Рассмотрим такую конечную цепочку вложенных полей {\displaystyle K_{0}\subset K_{1}\subset \dots \subset K_{s}}, элементами которых являются функции из {\displaystyle F} (возможно, без нескольких точек во избежание деления на ноль) в {\displaystyle F}, что {\displaystyle K_{0}} состоит из всех рациональных функций над {\displaystyle G}, а {\displaystyle K_{i}=K_{i-1}(f_{i})} для любого {\displaystyle i} от {\displaystyle 1} до {\displaystyle s}, где {\displaystyle f_{i}} — такая непрерывная функция на {\displaystyle F}, что для некоторого натурального {\displaystyle n_{i}} функция {\displaystyle f_{i}^{n_{i}}} принадлежит {\displaystyle K_{i-1}}. Функция {\displaystyle f\colon F\to F} называется выразимой в радикалах над подполем {\displaystyle G} поля {\displaystyle F}, если при некотором {\displaystyle s} для неё найдутся такие наборы {\displaystyle f_{i}} и {\displaystyle n_{i}}, что {\displaystyle f\in K_{s}}.

### Прочие определения
- Многозначная функция {\displaystyle f} называется выразимой в радикалах над подполем {\displaystyle G}, если все выделяемые из неё однозначные функции также выразимы в радикалах над подполем {\displaystyle G}.
- Многочлен от одной переменной, зависящий от некоторого количества параметров (определяющих некоторые его коэффициенты), называется разрешимым в радикалах, если выразима в радикалах непрерывная и, возможно, многозначная функция, сопоставляющая набору значений параметров соответствующий ему набор корней многочлена.
- Алгебраическое уравнение называется разрешимым в радикалах, если разрешим в радикалах многочлен, приравнивающийся к нулю в этом уравнении[4][7].
- К функциям и многочленам применимы все ограничения определения выразимости и разрешимости в радикалах соответственно, указанные выше. Например, функция {\displaystyle f\colon \mathbb {R} \to \mathbb {R} }, определённая как {\displaystyle f(x)={\sqrt {x-{\sqrt {x}}}}} на всей действительной прямой, выразима в квадратных комплексных радикалах.

### Примеры
- Многозначная функция {\displaystyle f(x)\colon \mathbb {C} \to \mathbb {C} }, {\displaystyle f(x)={\sqrt {x}}+\pi +{\sqrt[{3}]{x}}} выразима в радикалах, так как все шесть выделяемых из неё однозначных функций {\displaystyle g(x)} удовлетворяют условию {\displaystyle g(x)={\sqrt {x}}+\pi +{\sqrt[{3}]{x}}}, где {\displaystyle {\sqrt {x}}+\pi +{\sqrt[{3}]{x}}} — алгебраическое выражение, использующее только переменную, выступающую в качестве аргумента функции, и комплексные числа.
- Многочлен {\displaystyle x^{5}+2ax^{3}+a^{2}x} разрешим в комплексных квадратных радикалах, так как при любом {\displaystyle a} его корни задаются функцией {\displaystyle x\mapsto 0,{\sqrt {-a}},-{\sqrt {-a}}}. Однако разрешимым в действительных радикалах этот многочлен может являться только при том ограничении, что число {\displaystyle a} принадлежит множеству неположительных чисел.

### Пояснения
- В случае с комплексной функцией без уточнения подполя {\displaystyle G} оно обычно подразумевается равным тому же множеству комплексных чисел {\displaystyle \mathbb {C} }.
- Важно отметить тот факт, что выразимость в радикалах функции и выразимость в радикалах образа каждого элемента при её применении не равносильны: к примеру, удовлетворяющая второму условию функция на {\displaystyle \mathbb {R} } может не быть непрерывной, в то время как для удовлетворяющей первому условию это требование обязательно.

## Общие свойства
- Множества выразимых в радикалах чисел и выразимых в радикалах функций являются полями, содержащими поля, над которыми они выразимы в радикалах, в качестве подполей.
- Любое выразимое в радикалах комплексное число является алгебраическим, однако не любое алгебраическое число выразимо в радикалах. Первое утверждение следует из алгебраичности рациональных чисел и из того, что множество алгебраических чисел является полем (на каждом шаге перехода от {\displaystyle G_{i-1}} к {\displaystyle G_{i}} в определении выразимого в радикалах числа алгебраические числа порождают только алгебраические). Второе утверждение следует из нижеследующей теоремы о существовании уравнения {\displaystyle 5} степени с целыми коэффициентами, хотя бы один из корней которого невыразим в радикалах. Точно также, любая выразимая в радикалах функция является алгебраической, в то время как не всякая алгебраическая функция выразима в радикалах. Иными словами, поле алгебраических чисел содержит поле чисел, выразимых в радикалах, а поле алгебраических функций содержит поле функций, выразимых в радикалах, однако обратные утверждения неверны.
- Любая выразимая в радикалах функция переводит множества чисел, выразимых в радикалах, алгебраических чисел и трансцендентных чисел над тем же полем внутрь них самих. В случае, если аргумент многозначной выразимой в радикалах функции целиком состоит из чисел одного из этих множеств, образ также попадает в него. Однако только последние два множества всегда целиком являются образами себя. Получить выразимое в радикалах число, получаемое при применении выразимой в радикалах функции только к невыразимым в радикалах числам, можно следующим образом: возьмём многочлен {\displaystyle 5} степени с целыми коэффициентами, ни один из корней которого не выразим в радикалах и свободный член которого не равен нулю (по теореме Кронекера, описанной ниже, в качестве такого многочлена может подойти, к примеру, {\displaystyle x^{5}-4x+2}[2]). Тогда функция, заданная таким многочленом без свободного члена, принимает равное ему значение только в корнях этого многочлена, невыразимых в радикалах, в то время как сам свободный член является целым числом и, очевидно, выражается в любых радикалах.

## Геометрическиеитригонометрическиетеоремы
- Основная теорема теории геометрических построений: при наличии на плоскости отрезка длины {\displaystyle 1} отрезок длины {\displaystyle x} построим циркулем и линейкой тогда и только тогда, когда число {\displaystyle x} является вещественно построимым (то есть выразимо в квадратных действительных радикалах)[2][1][8][9]. Отсюда следует невозможность квадратуры круга и удвоения куба циркулем и линейкой, поскольку в итоге будут получены непостроимые вещественно числа {\displaystyle {\sqrt {\pi }}} и {\displaystyle {\sqrt[{3}]{2}}} соответственно[1].
- В более общем виде рассмотренная выше теорема звучит так: при данных отрезках длин {\displaystyle a_{1},a_{1},\dots ,a_{n}} отрезок длины {\displaystyle a} можно построить циркулем и линейкой тогда и только тогда, когда {\displaystyle a\in \mathbb {Q} (a_{1},a_{1},\dots ,a_{n})}[1].
- Теорема Гаусса: Число {\displaystyle \cos {\Big (}{\frac {2\pi }{n}}{\Big )}} вещественно построимо тогда и только тогда, когда {\displaystyle n=2^{k}p_{1}p_{2}\dots p_{k}}, где все {\displaystyle p_{i}} — попарно различные простые числа Ферма. Из данной теоремы, в частности, следует, что число {\displaystyle \cos {\Big (}{\frac {2\pi }{9}}{\Big )}} не является вещественно построимым, то есть провести циркулем и линейкой трисекцию угла {\displaystyle \cos {\Big (}{\frac {2\pi }{3}}{\Big )}}, а значит, и произвольного угла, невозможно[2][1]. Аналогичным образом доказывается невозможность разбиения произвольного угла на любое количество равных частей, не являющееся степенью двойки — если бы такое разбиение было возможно, то можно было бы построить углы вида {\displaystyle {\frac {2\pi }{a^{2}}}}, что возможно только при {\displaystyle a=2^{k}}.

Список алгебраических выражений для тригонометрических функций некоторых углов приведён в статье Тригонометрические константы. Побочный результат рассмотренной теоремы состоит в том, что значения тригонометрических функций в угле, составляющем целое число градусов, выражаются в радикалах тогда и только тогда, когда это число делится на {\displaystyle 3}.
- Теорема Гаусса — Ванцеля также сразу следует из приведённой выше теоремы Гаусса и гласит, что правильный {\displaystyle n}-угольник может быть построен циркулем и линейкой тогда и только тогда, когда {\displaystyle n=2^{k}p_{1}p_{2}\dots p_{k}}, где все {\displaystyle p_{i}} — попарно различные простые числа Ферма, то есть тогда и только тогда, когда косинус его центрального угла, равного {\displaystyle {\frac {2\pi }{n}}\,(\mathrm {rad} )}, вещественно построим[2][9][4].
- Несмотря на указанные выше факты, косинус любого угла, кратного {\displaystyle \pi \,(\mathrm {rad} )}, выразим в комплексных радикалах, так как {\displaystyle \cos {\Big (}{\frac {2\pi }{n}}{\Big )}={\frac {1}{2}}{\Big (}u_{2}+{\frac {1}{u_{2}}}{\Big )}}, где {\displaystyle u_{2}} — второй в стандартной нумерации корень из единицы после самой единицы, а число {\displaystyle \cos {\Big (}{\frac {2\pi m}{n}}{\Big )}} выражается через {\displaystyle \cos {\Big (}{\frac {2\pi }{n}}{\Big )}} или {\displaystyle \sin {\Big (}{\frac {2\pi }{n}}{\Big )}=\pm {\sqrt {1-\cos ^{2}{\Big (}{\frac {2\pi }{n}}{\Big )}}}} при помощи многочленов Чебышёва. Однако даже в тех случаях, когда косинус данного угла выразим только в комплексных радикалах произвольной степени, но не в квадратных действительных, минимальная степень радикалов соответствующего выражения не обязательно равна {\displaystyle n}: например, {\displaystyle \cos {\Big (}{\frac {2\pi }{7}}{\Big )}={\frac {1}{6}}\left(-1+{\sqrt[{3}]{\frac {7+21{\sqrt {-3}}}{2}}}+{\sqrt[{3}]{\frac {7-21{\sqrt {-3}}}{2}}}\right)}, то есть это число выразимо в квадратных и кубических радикалах (в данном случае для получения верного значения среди возможных девяти следует взять значения кубических корней с наибольшей действительной частью).

## Теоремы офункциях
- Группа Галуа выражающейся в комплексных радикалах функции разрешима[6]. (В данном случае под "группой Галуа функции" подразумевается группа перестановок листов римановой поверхности функции, порождённая кольцевыми перестановками вокруг точек разветвления этой поверхности.)
- Производная функции, выражающейся в радикалах, также выражается в радикалах, поскольку производные всех допустимых в алгебраических выражениях арифметических операций, применённых к функциям, являются алгебраическими выражениями, использующими только значения этих функций и, в случае с корнем, его степень, в качестве переменных:

{\displaystyle \left({f\pm g}\right)'=f'\pm g'}
{\displaystyle \left({fg}\right)'=f'g+fg'}
{\displaystyle \left({f \over g}\right)'={f'g-fg' \over g^{2}}}
{\displaystyle {\sqrt[{n}]{x}}'={\frac {1}{n{\sqrt[{n}]{x^{n-1}}}}}}
- Однако обратное неверно: например, производные обратных тригонометрических функций выразимы в радикалах над {\displaystyle \mathbb {Q} }, в то время как сами обратные тригонометрические функции являются трансцендентными функциями, то есть не являются алгебраическими (а любая выразимая в радикалах функция, как уже было сказано выше, является алгебраической):

{\displaystyle \arcsin '(x)={\frac {1}{\sqrt {1-x^{2}}}}.}

{\displaystyle \arccos '(x)=-{\frac {1}{\sqrt {1-x^{2}}}}.}

{\displaystyle \operatorname {arctg} '(x)={\frac {1}{\ 1+x^{2}}}.}

{\displaystyle \operatorname {arcctg} '(x)=-{\frac {1}{\ 1+x^{2}}}.}

## Теоремы омногочленах
- Многочлен разрешим в радикалах тогда и только тогда, когда его группа Галуа в общем виде разрешима[10].
- Теорема Кронекера: хотя бы один из корней неприводимого в рациональных числах уравнения простой степени {\displaystyle n} с целыми коэффициентами выразим в радикалах как число только в том случае, если среди них ровно один или ровно {\displaystyle n} действительных[2][3]. Из этого путём построения неприводимого многочлена {\displaystyle 5} степени с целыми коэффициентами и тремя действительными корнями (примером такого многочлена может служить {\displaystyle x^{5}-4x-2}) мгновенно выводится частный случай следующей теоремы для поля рациональных чисел {\displaystyle \mathbb {Q} }:
- Теорема Абеля-Руффини, гласящая, что уравнения любой степени, не меньшей {\displaystyle 5}, с целыми коэффициентами не разрешимы в радикалах в общем виде (то есть при параметризации всех их коэффициентов).
- Однако уравнения с целыми коэффициентами степени до {\displaystyle 4} включительно разрешимы (см. Линейное уравнение, Квадратное уравнение, Кубическое уравнение, Уравнение четвёртой степени). При этом линейные уравнения разрешимы и без использования радикалов, квадратные — только с использованием квадратных радикалов (а при действительных корнях ещё и действительных), кубические и четвёртой степени — только с использованием действительных квадратных и комплексных кубических радикалов [2][5]. Более того, как видно из формул для решения всех этих уравнений (для {\displaystyle 3} и {\displaystyle 4} степеней см. Формула Кардано и Формула Феррари), они разрешимы даже над полем рациональных чисел.

1. {\displaystyle ax+b=0\Leftrightarrow x=-{\frac {b}{a}}}.
2. {\displaystyle ax^{2}+bx+c=0\Leftrightarrow x={\frac {-b\pm {\sqrt {b^{2}-4ac}}}{2a}}}
3. Одно из решений уравнения {\displaystyle ax^{3}+bx^{2}+cx+d=0} равно {\displaystyle {\sqrt[{3}]{-{\frac {q}{2}}+{\sqrt {{\frac {q^{2}}{4}}+{\frac {p^{3}}{27}}}}}}+{\sqrt[{3}]{-{\frac {q}{2}}-{\sqrt {{\frac {q^{2}}{4}}+{\frac {p^{3}}{27}}}}}}-{\frac {b}{3a}}}, где {\displaystyle p={\frac {3ac-b^{2}}{3a^{2}}}} и {\displaystyle q={\frac {2b^{3}-9abc+27a^{2}d}{27a^{3}}}} (следует взять такие значения кубических корней, чтобы число {\displaystyle -{\frac {p}{3}}} было равно их произведению). Путём вынесения множителя с этим корнем кубическое уравнение преобразовывается в произведение линейного и квадратного, решения для которых даны выше.

{\displaystyle {\sqrt[{3}]{\left(-{\frac {b^{3}}{27a^{3}}}+{\frac {bc}{6a^{2}}}-{\frac {d}{2a}}\right)+{\sqrt {\left(-{\frac {b^{3}}{27a^{3}}}+{\frac {bc}{6a^{2}}}-{\frac {d}{2a}}\right)^{2}+\left({\frac {c}{3a}}-{\frac {b^{2}}{9a^{2}}}\right)^{3}}}}}+{\sqrt[{3}]{\left(-{\frac {b^{3}}{27a^{3}}}+{\frac {bc}{6a^{2}}}-{\frac {d}{2a}}\right)-{\sqrt {\left(-{\frac {b^{3}}{27a^{3}}}+{\frac {bc}{6a^{2}}}-{\frac {d}{2a}}\right)^{2}+\left({\frac {c}{3a}}-{\frac {b^{2}}{9a^{2}}}\right)^{3}}}}}-{\frac {b}{3a}}}

Формулы для степени {\displaystyle 4} в полной форме слишком громоздки. 
- Уравнения более узкого класса, называемые возвратными, разрешимы в радикалах вплоть до {\displaystyle 9} степени включительно. Возвратные многочлены нечётной степени {\displaystyle 2n+1} имеют вид {\displaystyle \sum _{k=0}^{n}(a_{k}x^{k}(x^{2n-2k+1}+\lambda ^{2n-2k+1}))} и представляются в виде произведения скобки {\displaystyle (x+\lambda )} и некоторого возвратного же уравнения чётной степени, а оно, в свою очередь, выглядит следующим образом: {\displaystyle \sum _{k=0}^{n}(a_{n-k}(x^{n+k}+x^{n-k}\lambda ^{k}))} и может быть при {\displaystyle x\neq 0\Leftrightarrow \lambda ,a_{0}\neq 0} записано в виде {\displaystyle x^{n}\sum _{k=0}^{n}{\Big (}a_{n-k}{\Big (}x^{k}+{\Big (}{\frac {\lambda }{x}}{\Big )}^{k}{\Big )}{\Big )}}, что при откидывании первого множителя может быть преобразовано в многочлен относительно {\displaystyle {\Big (}x+{\frac {\lambda }{x}}{\Big )}} степени {\displaystyle n}. По приведённой выше теореме Абеля-Руффини такое уравнение разрешимо в радикалах вплоть до {\displaystyle n=4}, следовательно, возвратное уравнение разрешимо в радикалах вплоть до степени {\displaystyle 2\cdot 4+1=9}[11].
- Также нетрудно убедиться по индукции по {\displaystyle n}, что разрешимы в радикалах в общем виде многочлены вида {\displaystyle P_{1}(P_{2}(\dots P_{n}(x)\dots ))}, где {\displaystyle P_{1},P_{2},\dots P_{n}} — многочлены степени не выше {\displaystyle 4}. Частный случай вида {\displaystyle P(x^{2})}, где {\displaystyle P} - многочлен {\displaystyle 2} степени, называется биквадратным уравнением и, будучи записанным в виде {\displaystyle ax^{4}+bx^{2}+c}, имеет четыре корня, равные {\displaystyle \pm {\sqrt {\frac {-b\pm {\sqrt {b^{2}-4ac}}}{2a}}}}.
- Пусть {\displaystyle f(x)} — неприводимый многочлен над полем {\displaystyle K}, а {\displaystyle L} — поле его разложения. Многочлен {\displaystyle f(x)} разрешим в квадратных радикалах тогда и только тогда, когда {\displaystyle \dim _{K}L=2^{n}} (то есть размерность {\displaystyle L} как линейного пространства над полем {\displaystyle K} равна {\displaystyle 2^{n}} для некоторого натурального {\displaystyle n})[1].

## Происхождение термина
Под «радикалами» во всех рассмотренных словосочетаниях подразумеваются математические корни целой степени — это слово ведёт своё происхождение от латинского слова «radix», имеющего, помимо прочего, то же значение. Так как операции сложения и умножения вместе с обратными к ним, также разрешённые в алгебраических выражениях, формально определяются до возведения в степень, а значит, и корня, именно корень, как "крайняя" допустимая операция, фигурирует в названии свойства.

## Сноски
1. ↑  Здесь запись {\displaystyle G_{i-1}(\alpha _{i})} обозначает минимальное расширение поля {\displaystyle G_{i-1}}, содержащее элемент  {\displaystyle \alpha _{i}}, то есть пересечение всех содержащих его расширений {\displaystyle G_{i-1}}.
2. ↑  Здесь запись {\displaystyle K({\sqrt[{n}]{a}})} обозначает минимальное расширение поля {\displaystyle K}, содержащее элемент  {\displaystyle {\sqrt[{n}]{a}}}, то есть пересечение всех содержащих его расширений {\displaystyle K}.
3. ↑  Здесь запись {\displaystyle K_{i-1}(f_{i})} обозначает минимальное расширение поля {\displaystyle K_{i-1}}, содержащее элемент  {\displaystyle f_{i}}, то есть пересечение всех содержащих его расширений {\displaystyle K_{i-1}}.